# گردشگری فضایی

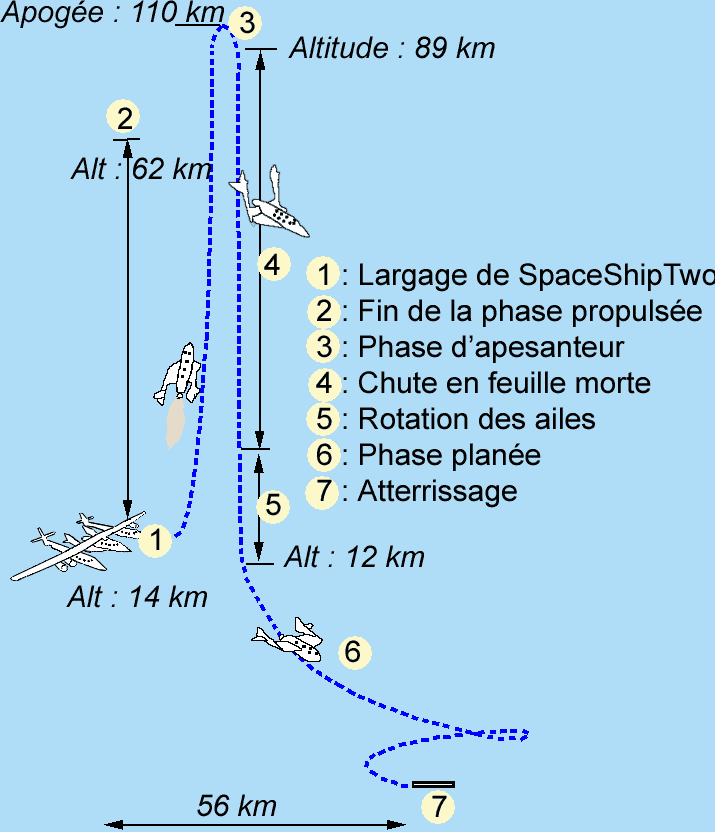
چگونگی مسیر فضاپیمای دو

گردشگری فضایی یا توریسم فضایی (به انگلیسی: Space Tourism) یا کیهان‌گردی به صنعت بردن مسافر به فضا به‌صورت تجارتی و برای گردشگری می‌گویند.
نخستین خط گردشگری فضایی را سازمان فضایی روسیه دایر کرد، که نتیجهٔ آن سفر افرادی چون انوشه انصاری به فضا بود.
شرکت گروه ویرجین هم‌اکنون با همکاری سکیلد کامپوزیتس در حال دایر کردن یک خط مسافربری به فضا برای مسافران می‌باشد.
گردشگری فضایی یکی از راه‌های استفادهٔ تجاری از فضا است. تحقیقات، بازار قابل ملاحظه‌ای را برای این عرصه نشان می‌دهد که با توجه به موقع و سرمایه‌گذاری بجا، می‌تواند پیشرفت چشمگیر و سودآوری قابل ملاحظه‌ای داشته باشد. رفتن به فضا یکی از آرمان‌های بشری است و بسیاری از مردم، ترسی از پرداخت مبالغ سنگین برای رسیدن به این آرزو را ندارند.
از اوایل قرن ۲۱، شرکت‌های متعددی درصدد تجاری‌سازی فرستادن مسافران به فضا برای سیاحت و بازگرداندن آن‌ها به زمین بوده‌اند. این فعالیت به عنوان گردشگری فضایی شناخته می‌شود و ارسال انسان به فاصله ۸۰ تا ۱۰۰ کیلومتری بالای سطح زمین که گردشگری فضای زیرمداری نام دارد، ازجمله اهداف اولیه این صنعت است.
امروزه گردشگری فضایی به ایستگاه بین‌المللی فضایی واقع در مداری به ارتفاع متوسط ۴۰۰ کیلومتر از سطح زمین محدود می‌شود. اما آینده‌نگران بازار گسترده‌تری را پیش‌بینی می‌کنند. هتل‌های بزرگ مداری، اقامتگاه‌هایی در سطح ماه و فراتر از آن موضوعاتی است که می‌توان به راحتی با یک جست‌وجوی کوچک در اینترنت مطالب بسیاری پیرامون آن‌ها پیدا کرد.
Space tourism marketing